# Педченко Григорій Миколайович
Григо́рій Миха́йлович Пе́дченко (нар. 3 січня 1955, с. Дорогинка Фастівський район Київська область — 13 грудня 2018) — український воєначальник та громадський діяч, начальник Генерального штабу ЗС України — Головнокомандувач Збройних Сил України (2010 — 2012), генерал-полковник (серпень 2010).

## Біографія
Народився 3 січня 1955 року в c. Дорогинка Фастівського району на Київщині.
- 1973–1975 — строкова служба у Збройних Силах СРСР.
- 1980–1985 — служба на посадах командира мотострілецького взводу, роти та начальника штабу мотострілецького батальйону у Збройних Силах СРСР.
- 1988–1993 — служба на посадах командира мотострілецького батальйону Групи радянських військ у Німеччині, першого заступника командира мотострілецького полку та командир мотострілецького полку Західної Групи військ Збройних Силах СРСР.
- 1993 — перейшов служити до Збройних Сил України.
- 1993–1994 — командир 161 механізованої бригади Прикарпатського військового округу.
- 1996–1998 — командир 72-ї механізованої дивізії Північного оперативного командування Сухопутних військ Збройних Сил України.
- 1998–2000 — інспектор Сухопутних військ — заступник Головного інспектора Міністерства оборони України.
- 2000–2002 — командувач 8-го армійського корпусу Північного оперативного командування.(Житомир)
- 2002–2003 — начальник штабу — перший заступник командувача військ Північного оперативного командування Сухопутних військ Збройних Сил України (Чернігів).
- 2003–2005 — командувач Південного оперативного командування Сухопутних військ Збройних Сил України.
- 2005 — звільнений з військової служби у Збройних Силах України в званні генерал-лейтенанта.
- 2006–2010 — депутат Одеської обласної ради від Партії регіонів, при чому був одним із претендентів на посаду голови обласної ради з огляду на особисту дружбу з лідером опозиції Віктором Януковичем.
- 31 травня 2010 — Указом Президента України № 656/2010[1] був призначений начальником Генерального штабу — Головнокомандувачем Збройних Сил України.
- 18 лютого 2012 — Указом Президента України № 127/2012[2] був звільнений з посади начальника Генерального штабу — Головнокомандувача Збройних Сил України у званні генерал-полковника.

## Освіта
- 1979 — Московське вище загальновійськове училище імені Верховної Ради СРСР.
- 1988 — Військова академія імені М. В. Фрунзе.
- 1996 — оперативно-стратегічний факультет Академії Збройних Сил України.

## Нагороди
- Орден «За службу Батьківщині в Збройних Силах СРСР» ІІ і ІІІ ступенів;
- Медалі та відзнаки Міністерства оборони України.

## Напрямки діяльності
Григорій Педченко прагнув закріпити у військовий царині різку зміну безпекових принципів Президента Януковича. Ключовий показник — збільшення кількості навчань із армією Російської Федерації, яку генерал вважав зразком для України:
| Ми значно розширили коло нашого військового співробітництва. Якщо у минулому році було 40 таких заходів, то в цьому році буде 81. Це потужний крок вперед. Там, в Росії, дуже багато підготовлених офіцерських кадрів, фахівців, які пройшли практику, і для нас це дуже важливо |.
Щоправда, вже у червні 2011 року, Педченко здійснив офіційний візит до країни-члена НАТО — Угорщини, де провів зустрічі зі своїм угорським колегою, генералом Тібором Бенько, а 19 липня того ж року, під час переговорів у Києві з Верховним головнокомандувачем Об'єднаних збройних сил НАТО в Європі адміралом Джеймсом Ставрідісом, заявив:
| Україна бажає мати Збройні сили, інтегровані в європейську систему безпеки |.

## Експертні думки
Екс-міністр оборони України полковник Анатолій Гриценко критикував начальника Генерального штабу Збройних Сил України Григорія Педченка за відсутність проекту реформ, плагіат та навіть пияцтво.